# Antic consolat britànic (Tunis)
L'antic consolat britànic és un edifici que va acollir el consolat del Regne Unit a Tunísia, i més tard la seua ambaixada després de la independència del país en 1956. Es troba a la plaça de la Victòria (antiga plaça de la Borsa) a Tunis.

## Història
La història de les relacions diplomàtiques entre la regència de Tunis i el Regne Unit va començar el 1662, data de la signatura d'un tractat de pau i navegació. El primer edifici del consolat es va construir al segle xvii, abans de ser substituït per un segon edifici d'estil europeu a principis del segle xix.
L'any 1914, es va construir l'edifici actual d'estil neoàrab. L'any 2003, l'ambaixada va ser traslladada a Bouhaïra i l'edifici es va restituir a l'Estat tunisià. Des de 2016 és la seu de l'hotel Royal Victoria.